# Белькович (лунный кратер)
Кратер Белько́вич (лат. Belʹkovich) — большой ударный кратер в северо-западной части Моря Гумбольдта на обратной стороне Луны. Название дано в честь советского астронома Игоря Владимировича Бельковича (1904—1949) и утверждено Международным астрономическим союзом в 1964 г. Образование кратера относится к нектарскому периоду.

## Описание кратера

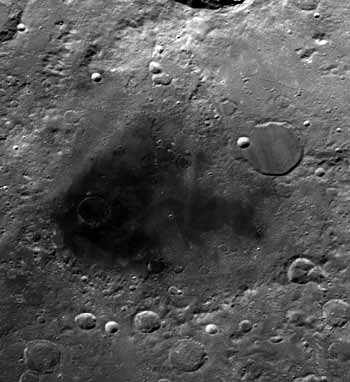
Тёмное пятно — Море Гумбольдта. Кратер Белькович находится в его правой верхней части снимка.

Северо-западную часть вала перекрывает кратер Хайн, северо-восточную часть вала — сателлитный кратер Белькович K (см. ниже), юго-западную часть вала — сателлитный кратер Белькович A. Селенографические координаты центра кратера 61°32′ с. ш. 90°09′ в. д. / 61,53° с. ш. 90,15° в. д., диаметр 215 км, глубина 2,8 км.
За время своего существования вал кратера значительно разрушен и сглажен, превратившись в кольцо холмов и пиков, окружающих плоскую равнину. Средняя высота вала над окружающей местностью составляет 2010 м. Северная и северо-восточная части чаши кратера неровны, характерны обилием небольших холмов. Юго-восточная часть чаши кратера также неровна, отмечена большим количеством небольших кратеров, западная часть чаши сравнительно ровная. В центре чаши кратера находится несколько небольших пиков, один из которых имеет высоту 1000 м и, видимо, является истинным центральным пиком.
За счет либрации Луны кратер периодически доступен для наблюдения несмотря на то, что находится на обратной стороне.

## Сателлитные кратеры
| Белькович | Координаты                                            | Диаметр, км |
| --------- | ----------------------------------------------------- | ----------- |
| A         | 58°39′ с. ш. 87°25′ в. д. / 58,65° с. ш. 87,41° в. д. | 57,3        |
| B         | 58°53′ с. ш. 85°43′ в. д. / 58,89° с. ш. 85,71° в. д. | 12,3        |
| K         | 63°38′ с. ш. 93°37′ в. д. / 63,63° с. ш. 93,61° в. д. | 47,0        |

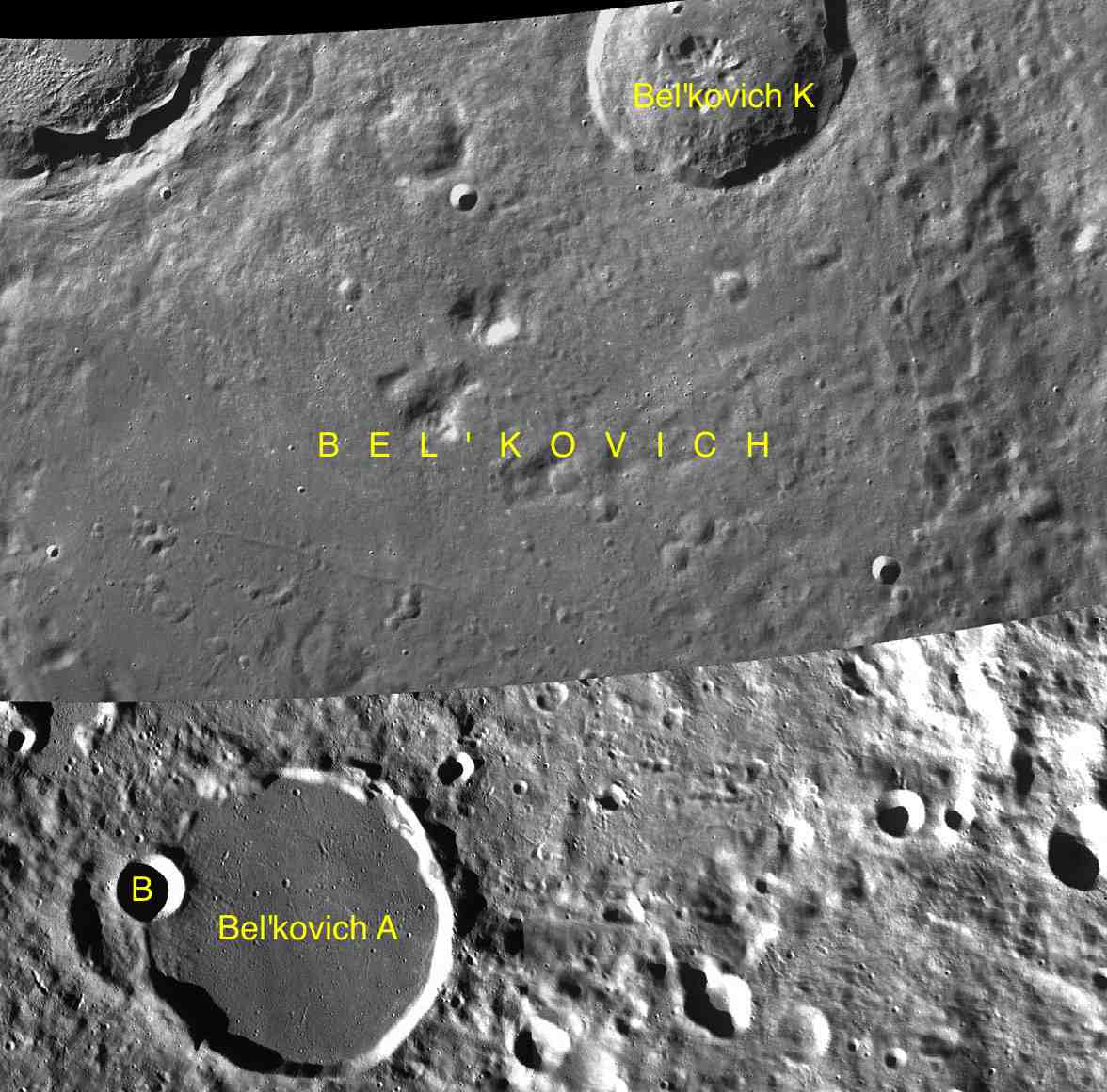
Фрагмент карты LAC-15.

- Образование сателлитного кратера Белькович A относится к нектарскому периоду[1].
- Образование сателлитного кратера Белькович K относится к коперниковскому периоду[1].